# Momtaz Begum (Politikerin, 1946)
Momtaz Begum (bengalisch মমতাজ বেগম Mamatāj Begam; geb. 13. April 1946 in Kumilla; gest. 17. Mai 2020 in Dhaka, Bangladesch) war eine Politikerin in Bangladesch. Sie gehörte der Awami-Liga an und war eins der Mitglieder des Jatiya Sangsad (Parlament); dabei wurde sie durch die für Frauen reservierten Sitze ins Parlament gebracht. Sie war verheiratet mit Syed Rezaur Rahman, einem Mitglied des Awami League Advisory Council.

## Leben
Begum wurde bereits 1970 in die Constituent Assembly von Bangladesch gewählt. Sie war Vorsitzende der Jatiya Mohila Sangstha und Generalsekretärin der Bangladesh Mohila Awami League. Sie wurde 1973 für die Awami-Liga auf einem reservierten Platz ins Parlament gewählt. Sie galt als Freiheitskämpferin. Begum starb am 17. Mai 2020 in Bhooter Goli, Dhaka.